# Звруцона
Звруцона (пол. Zwrócona) — село в Польщі, у гміні Зомбковиці-Шльонські Зомбковицького повіту Нижньосілезького воєводства.
Населення — 461 особа (2011).
У 1975-1998 роках село належало до Валбжиського воєводства.

## Демографія
Демографічна структура станом на 31 березня 2011 року:
|          | Загалом | Допрацездатний вік | Працездатний вік | Постпрацездатний вік |
| -------- | ------- | ------------------ | ---------------- | -------------------- |
| Чоловіки | 205     | 39                 | 152              | 14                   |
| Жінки    | 256     | 38                 | 161              | 57                   |
| Разом    | 461     | 77                 | 313              | 71                   |